# ホウセンカ
ホウセンカ（鳳仙花、染指草; 学名: Impatiens balsamina）は、ツリフネソウ科ツリフネソウ属の一年草。東南アジア原産で、世界各地で観賞用に栽培される。日本での開花時期は夏の6月-9月頃。離弁花類に分類されていた。
リンネの『植物の種』(1753年) で記載された植物の一つである。

## 特徴
暑さに強く、丈夫で育てやすい。茎は太めで直立し、葉は互生する。花は葉腋に左右対称2-3花ずつ咲く。萼片は3枚で、上の２枚の萼片は2-3ミリメートルと小さいが、下の萼片には距が発達する。花弁は５枚だが、左右の花弁は２枚ずつ合着する。本来の花の色は赤だが、園芸品種の花には赤や白、ピンク、紫のものがあり、また、赤や紫と白の絞り咲きもある。現在の園芸種は、大半が椿咲きと呼ばれる八重咲きである。また、距のないものもある。本来は草丈が60センチメートルくらいになるが、近年草丈20-30センチメートルの矮性種が好まれている。
頂部に葉が多く、花が目立たないため花壇の景観には工夫が必要。

## 性質
日本ではこぼれ種でもよく生えるほどの丈夫な植物で、よほど日当たりや水はけが悪くない限りは問題なく育つ。注意が必要な病虫害はうどんこ病、セスジスズメの幼虫など。発芽温度は比較的高いので、東京付近では4月下旬から5月に播種する。
果実は蒴果（さくか）で、熟すと果皮の内外の細胞の膨圧の差によって弾性の力を蓄積し、弾けて種を遠くに飛ばす。自然に弾ける寸前となった果実は指で触るなどの些細な刺激でも容易に弾ける。属名 Impatiens（ラテン語で「我慢できない」の意）もこのことによる。移植には不向きで、栽培にはポットか直植えが望ましい。

## 文化と伝承
ギリシャ神話に次のような逸話がある。昔、オリュンポスの宮殿である女神が盗みの疑いをかけられた。実際、女神は盗みを働いておらず、意地の悪い神のいたずらが原因だった。女神の疑いは晴れたが、潔癖な女神にとっては疑われること自体が侮辱であった。女神は自ら求めて鳳仙花の花になったという。鳳仙花は実が熟するとそっと触れただけで種が散る。それは鳳仙花になった女神が、「私は何も盗んではいません。」と無実を訴え、果実を開いて見せるようになったという。
赤いものは昔から女の子が爪を染めるのに使ったため、ツマクレナイ、ツマベニ（爪紅）の名がある。爪にホウセンカの汁を塗り、初雪が降るまで色が残っていたら恋が実ると言う伝承もある。沖縄では「てぃんさぐ」と呼ばれ、「てぃんさぐぬ花」は広く知られた民謡である。その歌詞にもこの花で爪を染める話が扱われている。
触れるとはじける果実は非常に目を引く特徴である。歌謡曲にもあるが、いずれも種を飛ばすことに絡めてある。現代医学的には誤りであるが、ホウセンカの種をそのまま飲めば、のどにつまった魚の骨が取れるという伝承が長野県秋山郷にあった。

### 主な歌謡曲
- 鳳仙花：クラフト（作詞・作曲：さだまさし 昭和50年）
- 鳳仙花：島倉千代子（作詞：吉岡治、作曲：市川昭介 昭和56年）
- 鳳仙花 :小沢あきこ（作詞：吉岡治、作曲：市川昭介 平成31年）※上記のカバー曲[4]
- ほうせんか：中島みゆき（作詞・作曲：中島みゆき）
- 赤い鳳仙花：加藤登紀子（韓国民謡）
- 鳳仙花：洪蘭坡
- 東京てぃんさぐ赤い花：比嘉栄昇（作詞・作曲：比嘉栄昇）

### 小説
- 鳳仙花：中上健次

### 漫画
- ほうせんか・ぱん：大島弓子

## 受粉について
ホウセンカやツリフネソウのようなすぼんだ横向きの形の花はマルハナバチなどの小型のハナバチによる受粉に適応した形態であるが、アフリカホウセンカのように上に向けて大きく開いた花はチョウによる受粉に適応している可能性が高い。日本ではよくイチモンジセセリが訪花して距に深く口吻を挿しこみ、雄しべや雌しべに額を押し付けることで受粉に寄与している。